# Miami International Airport

i7
i11
i13

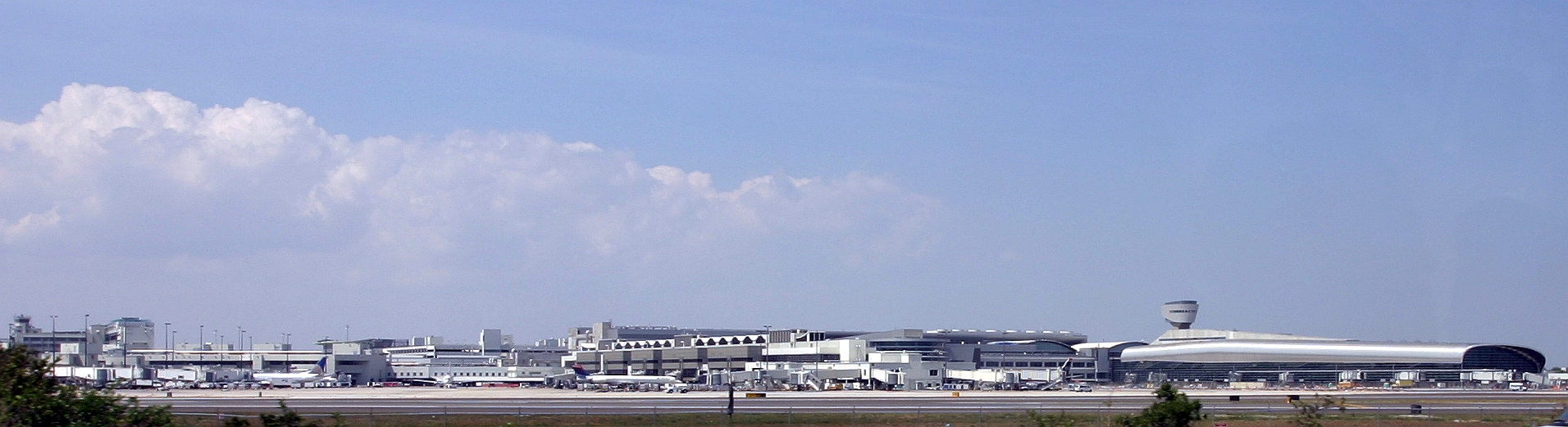
Miami International Airport

Der Miami International Airport (IATA-Code: MIA, ICAO-Code: KMIA) ist der internationale Flughafen von Miami im US-Bundesstaat Florida, USA. Flughafenbetreiber ist die Behörde Miami-Dade County Aviation Department. Er ist unter anderem ein wichtiges Luftfahrt-Drehkreuz für American Airlines, FedEx Express und LATAM Cargo.
Der Miami International Airport verzeichnete 2022 ein Passagieraufkommen von 50,7 Millionen Passagieren. Nach Passagieren war der Flughafen in diesem Jahr der achtgrößte Flughafen in den Vereinigten Staaten, weltweit lag er auf Platz 14. Außerdem ist er der zweitwichtigste internationale Flughafen der USA nach dem John F. Kennedy Airport in New York. Grund hierfür sind die zahlreichen Verbindungen in die Karibik und nach Südamerika. Im Jahr 2022 lag der Miami International Airport bei der Luftfracht einschließlich Luftpost in den Vereinigten Staaten auf Platz drei, weltweit belegte er den siebten Platz. Im Bereich internationaler Frachtabfertigung lag der Flughafen 2022 vor allen anderen US-Flughäfen. Bei den Flugbewegungen lag der Miami International Airport im Jahr 2022 sowohl national als auch international auf dem achten Platz.

## Lage und Verkehrsanbindung
Der Miami International Airport befindet sich neun Kilometer nordwestlich des Stadtzentrums und des Rathauses von Miami. Die Passagierterminals verfügen über eine Anschlussstelle an der Florida State Route 953. Die Florida State Route 948 verläuft nördlich des Flughafens, die Florida State Route 826 westlich des Flughafens und die Florida State Route 836 südlich des Flughafens. Der U.S. Highway 27 verläuft nordöstlich des Flughafens, außerdem beginnt die Florida State Route 112 nordöstlich des Flughafens.
Der Miami International Airport ist per Bahn, Hochbahn und Bus erreichbar. Die Passagierterminals sind über den Peoplemover MIA Mover mit der Miami Airport Station verbunden. An dieser halten Regionalverkehrszüge von Tri-Rail, die Orange Line der Miami-Dade Metrorail und Buslinien von Miami-Dade Transit. Das zentrale Mietwagen-Center des Flughafens und Fernbusse sind dort ebenfalls erreichbar. Eine ursprünglich vorgesehene Amtrak-Anbindung ist nicht erfolgt.

## Geschichte
Der Flughafen wurde 1928 als Pan American Field eröffnet und diente als Basis für die Pan American Airways Corporation, deren Sitz sich auf der nördlichen Seite des heutigen Flughafens befand. Nachdem Pan Am die New York, Rio, and Buenos Aires Line aufgekauft hatte, verlagerte sie den Großteil ihrer Operationen auf die Seeflugzeugbasis auf Dinner Key, so dass Pan Am Field wenig genutzt wurde, bis Eastern Air Lines den Flugbetrieb dort 1934 aufnahm, der 1935 National Airlines folgte.
1951 wurde das Flughafengelände deutlich erweitert, sechs Jahre später begannen die Bauarbeiten für das erste Passagierterminal am heutigen Standort. National Airlines führte am 5. Dezember 1958 den ersten Inlandslinienflug mit einem Strahlflugzeug in den Vereinigten Staaten durch, eingesetzt wurde eine von Pan Am geleaste Boeing 707. Am 1. Februar 1959 wurde das neue Terminal eröffnet.
Ende der 1960er Jahre wurde in einem Sumpfgebiet etwa 48 km westlich von Miami mit dem Bau eines neuen Flughafens mit 6 Start- und Landebahnen begonnen, der den Miami International Airport entlasten sollte. Mit 39 Quadratmeilen (101 km²) war die Fläche des neuen Flughafens größer als die vier größten Flughäfen in den USA zusammen und größer als das gesamte Stadtgebiet von Miami. Aufgrund des Widerstands von Umweltschützern wurde der Bau jedoch eingestellt. Die einzige fertiggestellte Start- und Landebahn wird seitdem als Dade-Collier Training and Transition Airport für Übungsflüge verwendet.
1989 richtete American Airlines ein Drehkreuz am Miami International Airport ein. Pan Am und Eastern blieben die Hauptnutzer des Flughafens bis 1991, als beide Fluglinien aufgrund Konkursverfahren den Betrieb einstellen mussten. Ihre Drehkreuze in MIA wurden von United Airlines und American Airlines übernommen.
Viele Jahre lang war der Flughafen ein oft genutzter Umstiegsflughafen für Passagiere, die zwischen Europa und Lateinamerika reisten. Die schärferen Visabestimmungen für Ausländer im Transit, die nach dem 11. September 2001 verhängt wurden, haben diese Funktion des Flughafens Miami stark zurückgehen lassen.
Am 31. Juli 2012 eröffnete der Flughafen einen neuen Ankunftsbereich, um die Ankunftszeiten zu verkürzen.
Aufgrund der COVID-19-Pandemie halbierte sich im Jahr 2020 das Fluggastaufkommen am Miami International Airport. Bereits zwei Jahre später wurde mit über 50 Millionen Passagieren ein neuer Rekord für den Flughafen erreicht.

## Flughafenanlagen

Flughafendiagramm

Der Miami International Airport hat eine Fläche von 1307 Hektar.

### Start- und Landebahnen
Der Miami International Airport besitzt vier Start- und Landebahnen, von denen drei in paralleler West-Ost-Richtung und die andere in Nordwest-Südost Richtung verläuft.

### Terminals
Miami International Airport hat drei Terminals mit sechs Abflughallen und verfügt über insgesamt 130 Flugsteige. Das Central Terminal besteht aus den Concourses E, F und G. Am South Terminal befinden sich die Concourses H und J. Das North Terminal beheimatet Concourse D. Alle Terminals fertigen sowohl internationale wie nationale Flüge ab, wobei das North Terminal jedoch vor allem von den nationalen Fluggesellschaften American Airlines und American Eagle benutzt wird. Concourse J ist die neueste Abflughalle und wurde im August 2007 in Betrieb genommen.

## Fluggesellschaften und Ziele
Der Miami International Airport ist der Heimatflughafen von Amerijet International, Sky Lease Cargo und World Atlantic Airlines. Er dient unter anderem American Airlines, Atlas Air, FedEx und LATAM Cargo als Drehkreuz. Daneben unterhalten auch die Billigfluggesellschaften Frontier Airlines und Spirit Airlines Basen am Miami International Airport. American Airlines hat bei den Passagieren einen Marktanteil von über 50 Prozent. Insgesamt wird der Flughafen von 42 Passagierfluggesellschaften genutzt, 32 Fluggesellschaften befördern Luftfracht.
Es werden 65 Ziele im Inland und 96 internationale Ziele angeflogen. Im deutschsprachigen Raum werden Frankfurt und Zürich bedient. Daneben wird Luftfracht zu 107 Zielen befördert.

## Verkehrszahlen
| Jahr | Fluggastaufkommen | Fluggastaufkommen | Fluggastaufkommen | Luftfracht (Tonnen) | Luftpost (Tonnen) | Flugbewegungen (mit Militär) |
| Jahr | National          | International     | Gesamt            | Luftfracht (Tonnen) | Luftpost (Tonnen) | Flugbewegungen (mit Militär) |
| ---- | ----------------- | ----------------- | ----------------- | ------------------- | ----------------- | ---------------------------- |
| 2022 | 29.294.995        | 21.389.401        | 50.684.396        | 2.473.718           | 26.629            | 458.478                      |
| 2021 | 24.236.282        | 13.066.174        | 37.302.456        | 2.491.945           | 29.428            | 387.973                      |
| 2020 | 11.257.279        | 7.406.579         | 18.663.858        | 2.111.697           | 26.438            | 251.315                      |
| 2019 | 23.540.715        | 22.383.751        | 45.924.466        | 2.059.640           | 33.256            | 416.773                      |
| 2018 | 23.167.621        | 21.876.691        | 45.044.312        | 2.091.914           | 38.177            | 416.032                      |
| 2017 | 22.598.002        | 21.473.311        | 44.071.313        | 2.036.802           | 35.342            | 413.287                      |
| 2016 | 23.203.988        | 21.380.615        | 44.584.603        | 1.978.283           | 36.331            | 414.234                      |
| 2015 | 23.143.690        | 21.206.557        | 44.350.247        | 1.971.019           | 34.564            | 412.915                      |
| 2014 | 20.845.338        | 20.096.541        | 40.941.879        | 1.972.412           | 26.775            | 402.663                      |
| 2013 | 20.361.445        | 20.201.503        | 40.562.948        | 1.909.734           | 35.674            | 399.140                      |
| 2012 | 20.095.764        | 19.371.680        | 39.467.444        | 1.898.061           | 32.221            | 391.195                      |
| 2011 | 19.896.876        | 18.417.513        | 38.314.389        | 1.814.408           | 27.896            | 394.572                      |
| 2010 | 18.806.069        | 16.891.956        | 35.698.025        | 1.806.757           | 29.413            | 376.208                      |
| 2009 | 17.915.645        | 15.970.380        | 33.886.025        | 1.520.909           | 36.809            | 351.417                      |
| 2008 | 17.916.659        | 16.146.872        | 34.063.531        | 1.764.365           | 42.774            | 371.519                      |
| 2007 | 18.199.416        | 15.541.000        | 33.740.416        | 1.884.130           | 39.246            | 386.058                      |
| 2006 | 17.805.964        | 14.728.010        | 32.533.974        | 1.792.383           | 38.580            | 384.477                      |
| 2005 | 16.767.395        | 14.241.058        | 31.008.453        | 1.718.427           | 36.564            | 381.610                      |
| 2004 | 16.185.455        | 13.979.742        | 30.165.197        | 1.734.734           | 44.530            | 400.864                      |
| 2003 | 15.739.247        | 13.856.371        | 29.595.618        | 1.594.012           | 43.599            | 417.423                      |
| 2002 | 15.794.252        | 14.265.989        | 30.060.241        | 1.585.214           | 39.358            | 446.235                      |
| 2001 | 16.419.128        | 15.249.322        | 31.668.450        | 1.568.570           | 71.524            | 471.008                      |
| 2000 | 17.441.195        | 16.180.078        | 33.621.273        | 1.558.100           | 84.979            | 517.440                      |
| 1999 | 15.757.497        | 18.141.835        | 33.899.332        | 1.567.028           | 84.396            | 519.861                      |
| 1998 | 15.486.464        | 18.449.027        | 33.935.491        | 1.710.251           | 83.124            | 536.262                      |

### Verkehrsreichste Strecken
| Rang | Stadt                        | Passagiere | Fluggesellschaft                             |
| ---- | ---------------------------- | ---------- | -------------------------------------------- |
| 01   | New York–JFK, New York       | 968.950    | American, Delta, jetBlue Airways             |
| 02   | Atlanta, Georgia             | 926.710    | American, Delta, Frontier, Southwest, Spirit |
| 03   | New York–LaGuardia, New York | 887.410    | American, Delta, Spirit                      |
| 04   | Dallas/Fort Worth, Texas     | 678.010    | American, Frontier, Spirit                   |
| 05   | Newark, New Jersey           | 656.540    | American, jetBlue, Spirit, United            |
| 06   | Chicago–O’Hare, Illinois     | 622.890    | American, Spirit, United                     |
| 07   | Boston, Massachusetts        | 611.470    | American, Delta, jetBlue, Spirit             |
| 08   | Los Angeles, Kalifornien     | 602.870    | American, jetBlue, Delta                     |
| 09   | Philadelphia, Pennsylvania   | 518.320    | American, Frontier, Spirit                   |
| 10   | Orlando, Florida             | 514.110    | American, Delta                              |

## Zwischenfälle
- Am 3. Juni 1949 stürzte eine Curtiss C-46D-15-CU Commando der venezolanischen RANSA - Rutas Aéreas Nacionales SA (Luftfahrzeugkennzeichen YV-C-ARE) kurz nach dem Start vom Flughafen Miami in ein Mangroven-Dickicht und wurde irreparabel beschädigt. Alle drei Besatzungsmitglieder, die einzigen Insassen, überlebten den Unfall.[22]

- Am 4. August 1952 fiel an einer US-amerikanischen, auf R. P. Weesner registrierten Curtiss C-46A-40-CU Commando (N79096) die Steuerung des Höhenruders aus. Der Kapitän versuchte, mithilfe der Höhenrudertrimmung eine Notlandung auf dem Flughafen Miami durchzuführen. Während der Anflug zunächst einigermaßen normal verlief, kam es im Endanflug ab etwa 50 Metern Höhe zu immer stärkeren vertikalen Bewegungen der Maschine. Als sie wieder 50 Meter passierte, kam es zum Kontrollverlust und das Flugzeug schlug fast vertikal auf dem Boden auf. Die Unfalluntersuchung ergab, dass das Versagen des Steuerungssystems das Ergebnis mangelhafter Wartung und unzureichender Inspektion während der Überholung und Modifikation des Flugzeugs war. Alle 4 Insassen, Besatzungsmitglieder und Passagiere, die einzigen Insassen auf dem Überführungsflug, wurden getötet.[23]

- Am 21. Dezember 1952 verschwand eine Curtiss C-46D-15-CU Commando der venezolanischen RANSA - Rutas Aéreas Nacionales SA (YV-C-ARC) über dem Atlantik vor dem Zielort, dem Flughafen Miami. Alle 3 Besatzungsmitglieder, die einzigen Insassen, kamen ums Leben.[24]

- Am 28. Juni 1957 rollte eine Douglas DC-7B der US-amerikanischen Eastern Air Lines (N808D) nach der Landung im Anschluss an einen Trainingsflug auf dem Flughafen Miami (Florida, USA) zu ihrem Hangar. Dabei kollidierte sie mit einer Lockheed L-1049 Super Constellation der Eastern Air Lines (N6212C). Durch auslaufenden Treibstoff entstand ein massiver Brand. Die Super Constellation brannte aus, die DC-7 wurde irreparabel beschädigt. Personen kamen nicht zu Schaden.[25]

- Am 14. April 1960 fuhr die Besatzung einer Curtiss C-46A Commando der kubanischen Expreso Aéreo Interamericano (CU-C644) beim Start vom Flughafen Miami das Fahrwerk zu früh ein. Die Maschine sank wieder durch und machte eine Bauchlandung. Alle vier Insassen, zwei Besatzungsmitglieder und zwei Passagiere, überlebten den Unfall. Das Flugzeug wurde irreparabel beschädigt.[26]

- Am 12. Februar 1963 verlor eine Boeing 720-051B der US-amerikanischen Northwest Airlines (N724US) nach dem Start vom Flughafen Miami und einem steilen Steigflug an Geschwindigkeit und ging in einen Sturzflug über, bei welchem sie in etwa 3000 Meter Höhe auseinanderbrach und in ein Nationalparkgebiet der Everglades-Sümpfe stürzte. Alle 43 Insassen kamen ums Leben. Als Ursache wurde ein Kontrollverlust durch extreme Turbulenzen in Gewitternähe festgestellt (siehe auch Northwest-Airlines-Flug 705).[27][28]

- Am 27. August 1964 wurde eine Curtiss C-46F-1-CU Commando der US-amerikanischen Argonaut Airways (N4876V) auf dem Flughafen Miami durch den Hurrikan Cleo irreparabel beschädigt. Über Personenschäden ist nichts bekannt.[29]

- Am 27. August 1964 wurde eine Curtiss C-46A-45-CU Commando der US-amerikanischen Airlift International (N9903F) auf dem Flughafen Miami durch den Hurrikan Cleo irreparabel beschädigt. Über Personenschäden ist nichts bekannt.[30]

- Am 27. August 1964 wurde eine Curtiss C-46F-1-CU Commando der US-amerikanischen Airlift International (N1823M) auf dem Flughafen Miami durch den Hurrikan Cleo irreparabel beschädigt. Über Personenschäden ist nichts bekannt.[31]

- Am 13. Februar 1965 fiel an einer Curtiss C-46A-55-CK Commando der salvadorianischen Aerolineas de El Salvador – AESA (YS-012C) kurz nach dem Start vom Flughafen Miami das Triebwerk Nr. 1 (links) aus. Der Propeller konnte, vermutlich durch Ölverschmutzung, nicht in die Segelstellung gebracht werden. Es kam zu einer Bruchlandung in einem Autoschrottplatz. Beide Piloten, die einzigen Insassen auf dem Frachtflug, kamen ums Leben.[32]

- Am 1. März 1966 wurde eine Douglas DC-7B der ecuadorianischen AREA Ecuador (HC-AIP) während des Rollens auf dem Flughafen Miami irreparabel beschädigt. Die Maschine war in einen Graben gerollt. Alle Insassen überlebten den Totalschaden.[33]

- Am 18. Oktober 1966 riss beim Betanken einer Lockheed L-1049C Super Constellation der US-amerikanischen Eastern Air Lines (N6219C) auf dem Flughafen Miami ein Tankschlauch. Durch den ausgebrochenen Brand wurde das Flugzeug irreparabel beschädigt und im Juni 1967 verschrottet. Personen kamen nicht zu Schaden.[34]

- Am 23. Juni 1969 kam es an einer Aviation Traders ATL-98 Carvair der Dominikanischen Dominicana de Aviación (HI-168) unmittelbar nach dem Abheben vom Flughafen Miami (Florida, USA) zu starker Rauchentwicklung aus den Triebwerken Nr. 2 (links innen) und Nr. 4 (rechts außen). Beim Versuch der Rückkehr stürzte die Maschine in einer Kurve aus rund 90 Metern Höhe ab und schlug etwa 1,5 Kilometer vom Flughafen entfernt in Gebäude ein. Alle 4 Besatzungsmitglieder, die einzigen Insassen auf dem Frachtflug, wurden getötet. Außerdem kamen 6 Menschen am Boden ums Leben. Das Flugzeug wurde zerstört.[35]

- Am 14. April 1970 startete eine Douglas DC-4/C-54D-1-DC der Ecuatoriana (HC-AON) bei Nebel im Instrumentenflug vom Flughafen Miami zu einem Frachtflug nach Quito. In einer Höhe von 15 Metern begann das Flugzeug zu sinken, schlug hinter der Startbahn auf und rutschte noch 270 Meter weiter, bevor es mit einer Betonkonstruktion kollidierte. Ursachen waren mangelhafte Überwachung der Fluginstrumente und falsche Verfahren nach dem Start. Bei diesem CFIT (Controlled flight into terrain) wurden beide Besatzungsmitglieder, die einzigen Insassen auf dem Frachtflug, getötet.[36]

- Am 29. Dezember 1972 stürzte eine Lockheed L-1011 TriStar der US-amerikanischen Eastern Air Lines beim Anflug auf Miami in den Everglades ab, nachdem die Besatzung durch eine defekte Bugfahrwerksleuchte abgelenkt worden war. Von den 176 Menschen an Bord starben 103, 73 überlebten den Absturz (siehe Eastern-Air-Lines-Flug 401).

- Am 3. April 1973 fuhr an einer Lockheed L-1049 Super Constellation der US-amerikanischen Aircraft Airframe Inc (N6906C) beim Rollen auf dem Flughafen Miami das rechte Hauptfahrwerk ein, nachdem aus unbekannten Gründen der Hydraulikdruck verloren gegangen war. Das Flugzeug wurde irreparabel beschädigt und 1974 verschrottet. Alle drei Besatzungsmitglieder, die einzigen Insassen auf dem Überführungsflug, überlebten den Unfall.[37]

- Am 1. Mai 1973 wurde eine geparkte Douglas DC-7BF der kolumbianischen Aeronorte (HK-1300) auf dem Flughafen Miami durch einen Brand zerstört. Das Flugzeug wurde für die ebenfalls kolumbianische Aerocosta Colombia betrieben. Menschen kamen nicht zu Schaden.[38]

- Am 21. Juni 1973 stürzte eine Douglas DC-7CF der US-amerikanischen Skyways International (N296) nach dem Start vom Flughafen Miami 16,5 Kilometer nordwestlich davon in die Everglades (Florida). Die Wetterbedingungen waren durch extrem starke Regenfälle, Winde und Blitze gekennzeichnet. Durch die Turbulenz verloren die Piloten die Kontrolle über das Flugzeug. Alle 3 Besatzungsmitglieder, die einzigen Insassen auf dem Frachtflug, kamen ums Leben.[39]

- Am 25. Oktober 1973 begann eine Douglas DC-6A der US-amerikanischen Span East Airlines (N614SE), die von Georgetown (Guyana) kam, etwa eine Stunde vor dem Ziel Flughafen Miami in zunehmendem Tempo aus dem Tank Nr. 3 Treibstoff zu verlieren. Nachdem die Triebwerke Nr. 1 und 4 die Leistung verloren hatten, entschied der Kapitän, etwa 25 Kilometer vor dem Ziel in der Biscayne Bay notzuwassern. Alle drei Besatzungsmitglieder, die einzigen Insassen auf dem Frachtflug, überlebten den Unfall.[40]

- Am 15. Dezember 1973 stürzte eine Lockheed L-1049H Super Constellation der US-amerikanischen Aircraft Pool Leasing Corp. (N6917C) kurz nach dem Abheben vom Flughafen Miami 2 Kilometer östlich davon auf einen Parkplatz und etliche Häuser. Die mit Weihnachtsbäumen für Venezuela überladene Maschine startete mit über 9 Stunden Verspätung aufgrund aller möglicher technischer Probleme. Dabei ging die Flugzeugnase in eine sehr steile Längsneigung von 20 bis 30 Grad nach oben über, eventuell wegen fehlerhafter Beladung und ungesicherter, nach hinten verrutschender Fracht. Aus einer Höhe von 30 bis 35 Metern sank die Maschine wieder zu Boden. Durch den Aufschlag und die Kollision mit den Häusern wurden alle 3 Besatzungsmitglieder getötet, die einzigen Insassen auf dem Frachtflug, sowie 6 Menschen in den Gebäuden.[41]

- Am 27. September 1975 überschoss eine Canadair CC-106 Yukon der argentinischen Aerotransportes Entre Rios (LV-JSY) das Startbahnende, durchschlug die Flughafenumzäunung, streifte einen VW-Bus, stürzte in einen Kanal, brach auseinander und brannte aus. Sechs der zehn Personen an Bord starben. Als Unfallursache wurde eine vor dem Start nicht entfernte Rudersperre am rechten Höhenruder ermittelt (siehe auch Aerotransportes-Entre-Rios-Flug 501/90).

- Am 16. Dezember 1976 überrollte eine Convair CV-880 der US-amerikanischen Air Trine (N5865) das Startbahnende auf dem Flughafen Miami um 275 Meter, als versucht wurde, den Start abzubrechen, und wurde irreparabel beschädigt. Der Schwerpunkt der Maschine lag durch gravierende Falschbeladung so weit vor dem zulässigen Bereich, dass ein Abheben nicht möglich war und die Maschine schließlich in einem Entwässerungsgraben endete. Alle drei Besatzungsmitglieder, die einzigen Insassen auf dem Frachtflug, überlebten den Unfall.[42]

- Am 30. April 1978 wurde eine auf Jim McGeorge privat zugelassene Douglas DC-7CF (N356AL) bei der Landung auf dem Flughafen Miami irreparabel beschädigt. Über Personenschäden ist nichts bekannt.[43]

- Am 25. Mai 1978 überrollte eine Convair CV-880 der US-amerikanischen Groth Air (N8815E) bei einem versuchten Startabbruch das Startbahnende auf dem Flughafen Miami um  knapp 90 Meter und wurde irreparabel beschädigt. Der Schwerpunkt der Maschine war durch gravierende Falschbeladung so weit außerhalb des zulässigen Bereichs, dass ein Start nicht möglich wurde. Alle 6 Insassen, je drei Besatzungsmitglieder und Passagiere, überlebten den Unfall. Das Flugzeug wurde irreparabel beschädigt.[44]

- Am 19. Januar 1982 ging an einer Canadair CL-44DF4-1 der AECA (Aeroservicios Ecuatorianos) (HC-BHS) nach dem Start vom Flughafen Miami der Hydraulikdruck verloren, als das Fahrwerk eingefahren wurde. Die Piloten kehrten zurück und versuchten, das Fahrwerk wieder auszufahren, was beim Bugfahrwerk auch gelang. Das Hauptfahrwerk ließ sich nicht verriegeln und fuhr bei der Landung teilweise wieder ein. Das Flugzeug wurde irreparabel beschädigt. Alle sechs Insassen, vier Besatzungsmitglieder und zwei Passagiere, überlebten den Unfall.[45]

- Am 24. August 1992 wurde eine Douglas DC-4/C-54D-5-DC des US-amerikanischen Besitzers Jose A. Balboa (N62433) auf dem Flughafen Miami durch den Hurrikan Andrew irreparabel beschädigt. Über Personenschäden ist nichts bekannt.[46]

- Am 24. März 1993 ereignete sich in einer Douglas DC-7C der honduranischen Aero Servicios (HR-ALY) auf dem Flughafen Miami eine schwere Explosion, als ein Treibstofftank gereinigt wurde. Die linke Tragfläche wurde schwer beschädigt, das Flugzeug irreparabel beschädigt. Durch die Explosion wurde eine Person verletzt.[47]

- Am 11. Mai 1996 stürzte eine Douglas DC-9-32 der US-amerikanischen ValuJet Airlines (N904VJ) neun Minuten nach dem Start vom Flughafen Miami in die Everglades-Sümpfe, weil kurz nach dem Start ein Feuer im Frachtraum ausgebrochen war. Ursache dafür waren mehrere Fehler durch Valujet und die Firma SabreTech bei der Verladung von fünf Kartons mit Sauerstoffgeneratoren einer McDonnell Douglas MD-80, die für die Sauerstoffmasken von Passagierflugzeugen verwendet werden. Alle 110 Menschen an Bord starben. Der Unfall führte dazu, dass die FAA am 17. Juni ValuJet die Fluglizenz entzog (siehe ValuJet-Flug 592).[48]

- Am 7. August 1997 stürzte eine Douglas DC-8-61F der US-amerikanischen Fine Air kurz nach dem Start vom Flughafen Miami ab. Bei dem Unfall kamen alle vier Besatzungsmitglieder sowie eine Person am Boden ums Leben. Ursache war eine falsche Gewichtsverteilung, da die Logistikbediensteten beim Beladen der Maschine mit Fracht nicht die Schwerpunktlage der Maschine berücksichtigt hatten (siehe Fine-Air-Flug 101).

- Am 21. Juni 2022 verunglückte eine McDonnell Douglas DC-9-82 (MD-82) der Red Air aus der Dominikanischen Republik (HI1064) in Miami. Bei der Landung auf der Bahn 09 des Miami International Airport brach das linke Hauptfahrwerk zusammen. Das Flugzeug kam anschließend nach links von der Landebahn ab. Mit der rechtem Flügel rammte die Maschine einen Radarmast und nahm diesen mit, wodurch der rechte Flügel in Brand geriet. Alle 130 Passagiere und zehn Besatzungsmitglieder konnten das Flugzeug verlassen; dabei gab es drei Leichtverletzte. Das Flugzeug wurde irreparabel beschädigt.[49]